# Campagne-sur-Arize
Campagne-sur-Arize (okzitanisch Campanha d’Arisa) ist eine französische Gemeinde mit 286 Einwohnern (Stand 1. Januar 2022) im Département Ariège in der Region Okzitanien; sie gehört zum Arrondissement Saint-Girons und zum Kanton Arize-Lèze.

## Lage
Campagne-sur-Arize liegt am Fluss Arize im Norden des Départements Ariège. Nächstgelegene Stadt ist das etwa 22 Kilometer (Luftlinie) östlich gelegene Pamiers; die Großstadt Toulouse ist knapp 70 Kilometer in nördlicher Richtung entfernt. Die Gemeinde ist Teil des Massif du Plantaurel und liegt innerhalb des Regionalen Naturparks Pyrénées Ariégeoises.
Der Ort besteht aus dem durch die Arize geteilten Dorf Campagne-sur-Arize und zahlreichen Kleinsiedlungen und Einzelgehöften.

## Geschichte
Im Jahr 1080 wurde der Ort bei einer Schenkung erstmals erwähnt. Im Mittelalter war Campagne Teil der Grafschaft Foix und gehörte zur Kastlanei Camarade. Während der Religionskriege erlitt Campagne dasselbe Schicksal wie alle anderen Orte in der Region. Die Gemeinde gehörte von 1793 bis 1801 zum District Mirepoix-Pamiers. Zudem lag sie von 1793 bis 1801 im Kanton Daumazan und war von 1801 bis 2015 Teil des Kantons Le Mas d’Azil (1793–1801 unter dem Namen Kanton Mas d’Azis).

## Bevölkerungsentwicklung
| Jahr                       | 1962 | 1968 | 1975 | 1982 | 1990 | 1999 | 2006 | 2012 | 2019 |
| Einwohner                  | 348  | 326  | 274  | 258  | 258  | 281  | 267  | 265  | 285  |
| Quellen: Cassini und INSEE |      |      |      |      |      |      |      |      |      |

Im 19. Jahrhundert zählte der Ort zeitweise über 900 Einwohner. Die zunehmende Mechanisierung der Landwirtschaft führte zu einem kontinuierlichen Absinken der Einwohnerzahlen bis auf die Tiefststände Anfang des 21. Jahrhunderts.

## Sehenswürdigkeiten
- Schloss Château Robert; Ende des 19. Jahrhunderts im neogotischen Stil errichtet
- Schloss Château du Touronc
- befestigtes Haus von Marsoulies aus dem Jahr 1641
- Eingangspforte mit Spitzbogen im Oberdorf (ville haute) aus dem 16. Jahrhundert; ein Überrest eines befestigten Hauses mit dem Namen Château de Campagne
- Bogenbrücke über die Arize
- mehrere stattliche Häuser in der Rue de l’Église
- Dorfkirche Sainte-Marie-Madeleine aus dem 19. Jahrhundert
- Sonnenuhr am Pfarrhaus mit dem Spruch „Tout passe ici-bas“ (Alles geht auf dieser Erde)
- Ehemalige Kirche Saint-Martin samt Friedhof am Chemin de Daumazan
- Kalvarienberg und mehrere Wegkreuze